# Валгуљиољио (Алесандрија)
Валгуљиољио је насеље у Италији у округу Алесандрија, региону Пијемонт.
Према процени из 2011. у насељу је живело 32 становника. Насеље се налази на надморској висини од 219 м.